# Municipio de Camp Creek (Carolina del Norte)
El municipio de Camp Creek (en inglés: Camp Creek Township) es un municipio ubicado en el  condado de Rutherford en el estado estadounidense de Carolina del Norte. En el año 2003

## Geografía
El municipio de Camp Creek se encuentra ubicado en las coordenadas 35°29′6.45″N 81°57′39.37″O / 35.4851250, -81.9609361.